# Trachylepis tandrefana
Trachylepis tandrefana es una especie de escincomorfos de la familia Scincidae.

## Distribución geográfica
Es endémica de Madagascar.